# Municipio de Suvorovo
El municipio de Suvorovo (en búlgaro: Община Суворово) es un municipio búlgaro perteneciente a la provincia de Varna.
En 2011 tiene 7225 habitantes, el 52,66% búlgaros, el 17,83% turcos y el 4,37% gitanos. La capital municipal es Suvorovo, donde viven dos terceras partes de la población municipal.
Se ubica en el norte de la provincia.

## Localidades
| Localidad  | Cirílico   | Población (diciembre de 2009) |
| ---------- | ---------- | ----------------------------- |
| Suvorovo   | Суворово   | 4723                          |
| Banovo     | Баново     | 137                           |
| Chernevo   | Чернево    | 1386                          |
| Drandar    | Дръндар    | 185                           |
| Izgrev     | Изгрев     | 210                           |
| Kalimantsi | Калиманци  | 214                           |
| Levski     | Левски     | 173                           |
| Nikolaevka | Николаевка | 494                           |
| Prosechen  | Просечен   | 22                            |
| Total      |            | 7544                          |